# Ghiacciaio Trench
Il ghiacciaio Trench è ghiacciaio lungo circa 11 km e largo 3,7, situato sull'isola Alessandro I, al largo della costa della Terra di Palmer, in Antartide. Il ghiacciaio si trova sulla costa nord-orientale dell'isola, dove fluisce verso est, scorrendo all'interno di una valle a sud del monte Athelstan e a nord del monte Alfred, fino ad andare ad alimentare la piattaforma glaciale Giorgio VI, sita sull'omonimo canale.

## Storia
Il ghiacciaio Trench è stato inizialmente fotografato il 23 novembre 1935 durante un sorvolo dell'isola effettuato da Lincoln Ellsworth. In seguito esso è stato nuovamente fotografato durante ricognizioni aeree effettuate nel 1948 e nel 1949 da parte del British Antarctic Survey (al tempo ancora chiamato "Falkland Islands Dependencies Survey", FIDS), e mappato sulla base di tali foto da W. L. G. Joerg. Proprio il FIDS battezzò così il ghiacciaio in virtù della sua forma, "trench" in inglese significa infatti "trincea".